# نایروبی (خانه کاغذی)
نایروبی (آگاتا خیمنز) (به اسپانیایی: Nairobi (Ágata Jiménez)) یکی از شخصیت‌های مجموعه تلویزیونی خانه کاغذی با بازی آلبا فلورس است. او به عنوان مدیر کیفی گروه، مسئول چاپ پول در ضرابخانه سلطنتی اسپانیا در بخش ۱ و ۲ و نظارت بر ذوب طلا در بانک اسپانیا در بخش ۳ و ۴ حضور داشت. او را یکی از محبوب‌ترین شخصیت‌های این مجموعهٔ تلویزیونی می‌دانند.

## بازخورد
شخصیت قلدر و دمدمی مزاج و در عین حال سرسخت نایروبی را به سرعت به یکی از محبوب ترین‌های این مجموعه تبدیل کرد. پس از مرگ این شخصیت در بخش ۴، طرفداران در سوگ کشته شدن یکی دیگر از شخصیت‌های مورد علاقه‌شان به سوگ نشستند. برخی ناراحت شدند و گفتند که نایروبی سزاوار مرگ وحشیانه ای نیست، به خصوص که شخصیت او بسیار پر از رؤیا و امید به آینده بود. ویدئویی از پشت صحنه خداحافظی فلورس گریان و شخصیت خود و همبازی هایش در مستند Money Heist: The Phenomenon در سال ۲۰۲۰ پخش شد. فلورس برای بازی در نقش نایروبی، جایزه بهترین بازیگر زن در Premios Iris (ATv) , و همچنین سه نامزدی بهترین بازیگر زن در جوایز اتحادیه بازیگران اسپانیا و دو نامزدی بهترین بازیگر نقش مکمل زن را برای جایزه فروز دریافت کرد.